# إليزابت رين
إليزابت رين (Elisabeth Rehn؛ هلسنكي، 6 أبريل 1935) برلمانية فنلندية سابقة عن حزب الشعب السويدي، أول امرأة تتولى وزارة الدفاع في فنلندا. هـُزمت في انتخابات عام 1994 الرئاسية بفارق ضئيل أمام مارتي أهتيسآري.
قضت إليزابت رين طفولتها في مانتسلا، حيث كان يعمل والدها طبيب مجتمع. ذهبت رين إلى مدرسة محلية في مانتسإلا قبل التحاقها بمدرسة داخلية في كاونياينن.
تحصلت رين على درجة ماجستير العلوم في الاقتصاد عام 1957، والدرجة الفخرية في العلوم السياسية من كل من مدرسة هانكن للاقتصاد وأكاديمية أوبو. عـُرف عن رين في بداية من الستينات كونها أول شخص في فنلندا يستورد ويسوق أوعية تبروير البلاستيكية.

## روابط خارجية
- إليزابت رين على موقع IMDb (الإنجليزية)
- إليزابت رين على موقع مونزينجر (الألمانية)